# Ualabi llebre occidental
El ualabi llebre occidental (Lagorchestes hirsutus), conegut també com a mala, és un petit macropòdid d'Austràlia. Antigament tenia una àmplia distribució a la meitat occidental del continent australià, però actualment està confinat a les illes de Bernier Island i Dorre Island de la costa d'Austràlia Occidental. Actualment se'l classifica com a espècie vulnerable.